# UES Montmorillon
UES Montmorillon – francuski klub piłkarski z siedzibą w Montmorillon. 

## Historia
Union Étoile Sportive Montmorillonnaise został założony w 1923 roku wyniku fuzji dwóch miejscowych klubów: Aigle założonego w 1919 oraz Étoile Sportive założonego w 1920. Przez wiele klub występował w niższych klasach rozgrywkowych. W 1970 roku klub awansował do Division 3. W 1979 roku klub po raz pierwszy w historii awansował do Division 2. 
Pobyt na zapleczu francuskiej ekstraklasy trwał dwa lata. W latach 90. klub popadł w kłopoty finansowe i w 1993 wycofał się z rozgrywek. W 2003 roku klub powrócił do rozgrywek seniorskich. Obecnie UES Montmorillon występuje w Division Honneur Régionale (VII liga).

## Sukcesy
- mistrzostwo Division 3: 1979.
- 2 sezony w Division 2: 1979-1981.